# Didymodon wisselii
Didymodon wisselii är en bladmossart som beskrevs av J.C. Norris och T. Koponen 1989. Didymodon wisselii ingår i släktet lansmossor, och familjen Pottiaceae. Inga underarter finns listade i Catalogue of Life.